# Швейцарська кінопремія
«Швейца́рська кінопре́мія» (нім. Schweizer Filmpreis, фр. Prix du cinéma suisse, італ. Premio del cinema svizzero, англ. Swiss Film Award) — національна кінопремія Швейцарії, спрямована на розвиток швейцарського кіновиробництва.

## Історія і опис
Головним трофеєм кінопремії є «Кварц», розроблений художником і скульптором Жаном Мубулесом. Нагороду вручають з 2008 року.
У 1998—2008 роках вручення кінопремії відбувалося на кінофестивалі в Золотурні, Швейцарія. У період з 2009-го по 2012 рік номінації оголошували в січні на фестивалі, а нагородження проходило в березні на урочистій церемонії в Палаці культури і конгресів у Люцерні. Кожен номінований фільм отримував грошову винагороду.
З 2010 року «Кварц» присуджує Швейцарська кіноакадемія, заснована 2008 року, у співпраці з Фондом заохочення швейцарського кіно Swiss Films.
З 2013 року церемонія переїхала до Женеви, а потім, у 2014 році, — до Цюриха. Нині вона почергово відбувається у цих двох містах.

## Категорії
Премію присуджують у таких категоріях:
- Найкращий ігровий фільм
- Найкращий документальний фільм
- Найкращий короткометражний фільм
- Найкращий анімаційний фільм
- Найкращий дипломний фільм
- Найкращий сценарій
- Найкраща виконавиця головної ролі
- Найкращий виконавець головної ролі
- Найкраща роль другого плану
- Найкраща музика до фільму
- Найкращий оператор
- Найкращий монтаж
- Почесна премія
- Спеціальний приз журі